# اسپیواکف ۵۴۱۰
سیارک ۵۴۱۰ (به انگلیسی: 5410 Spivakov، نامگذاری:1967DA) پنج هزار و چهارصد و دهمین سیارک کشف شده‌است که در ۱۶ فوریه ۱۹۶۷ کشف شد.
قدر مطلق سیارک برابر ۱۳٫۳۰ است.